# Герман Ноймайстер
Герман Ноймайстер (нім. Hermann Neumeister; 4 січня 1923, Уттінг — ?) — німецький офіцер-підводник, оберлейтенант-цур-зее крігсмаріне.

## Біографія
23 вересня 1940 року вступив на флот. З листопада 1942 року — 2-й вахтовий офіцер на підводному човні U-306. З лютого 1943 року — 1-й вахтовий офіцер на U-281. В квітні-червні 1944 року пройшов курс командира човна. З 10 червня по 31 липня 1944 року — командир U-3, з 1 серпня 1944 по 5 травня 1945 року — U-291. В травні був взятий в полон. 2 квітня 1947 року звільнений.

## Звання
- Кандидат в офіцери (23 вересня 1940)
- Фенріх-цур-зее (1 серпня 1941)
- Оберфенріх-цур-зее (1 липня 1942)
- Лейтенант-цур-зее (1 січня 1943)
- Оберлейтенант-цур-зее (1 жовтня 1944)

## Нагороди
- Нагрудний знак підводника (27 листопада 1943)
- Залізний хрест 2-го класу (6 березня 1944)